# あなたが寝てる間に…
『あなたが寝てる間に…』（While You Were Sleeping）は、1995年製作のアメリカ映画。ジョン・タートルトーブ監督作品。サンドラ・ブロック主演。日本国内ではテレビの深夜放送で放送されることがある。

## ストーリー
ルーシー（サンドラ・ブロック）は、シカゴの鉄道で改札嬢をする孤独なシングルウーマン。そんなルーシーは毎日見かける若い男ピーター（ピーター・ギャラガー）に憧れを抱いていた。
そんなとき、クリスマスの奇跡が訪れる。不良に絡まれ、線路に落ちて気絶したピーターを、間一髪で救出したのだ。気絶したピーターが心配で病院に向かうが、ひょんなことから彼の家族にピーターの婚約者と勘違いされる。素敵な家族を前になかなか真実を切り出せないでいるルーシー。そんな彼女に、ピーターの弟ジャック（ビル・プルマン）が疑いを抱いた。

## キャスト
※括弧内は日本語吹替。
- ルーシー・モデレッツ - サンドラ・ブロック（日野由利加）
- ジャック・キャラハン - ビル・プルマン（大塚芳忠）
- ピーター・キャラハン - ピーター・ギャラガー（原康義）
- オックス・キャラハン - ピーター・ボイル（仁内建之）
- ソウル・タトル - ジャック・ウォーデン（富田耕生）
- エルシー・キャラハン - グリニス・ジョンズ（翠準子）
- ミッジ・キャラハン - ミコール・マーキュリオ（磯辺万沙子）
- ジェリー・ウォレス - ジェイソン・バーナード（青森伸）
- ジョー・ジュニア - マイケル・リスポリ（塩屋浩三）
- アシュレー・ベーコン - アリー・ウォーカー（田中敦子）
- メアリー・キャラハン - モニカ・キーナ
- ルービン医師 - ディック・キューザック

## スタッフ
- 監督：ジョン・タートルトーブ
- 製作：ジョー・ロス、ロジャー・バーンボーム
- 脚本：ダニエル・G・サリバン、フレドリック・リボー
- 製作総指揮：アーサー・サルキシアン、スティーヴ・バロン
- 撮影：フェドン・パパマイケル
- プロダクション・デザイナー：ギャレス・ストーヴァー
- 編集：ブルース・グリーン
- 音楽：ランディ・エデルマン
- 共同製作：チャールズ・J.D.シリッセル、スーザン・ストレンブル